# ТЭС Дольна-Одра
ТЭС Дольна-Одра — угольная тепловая электростанция на северо-западе Польши, в двадцати километрах к югу от Щецина.

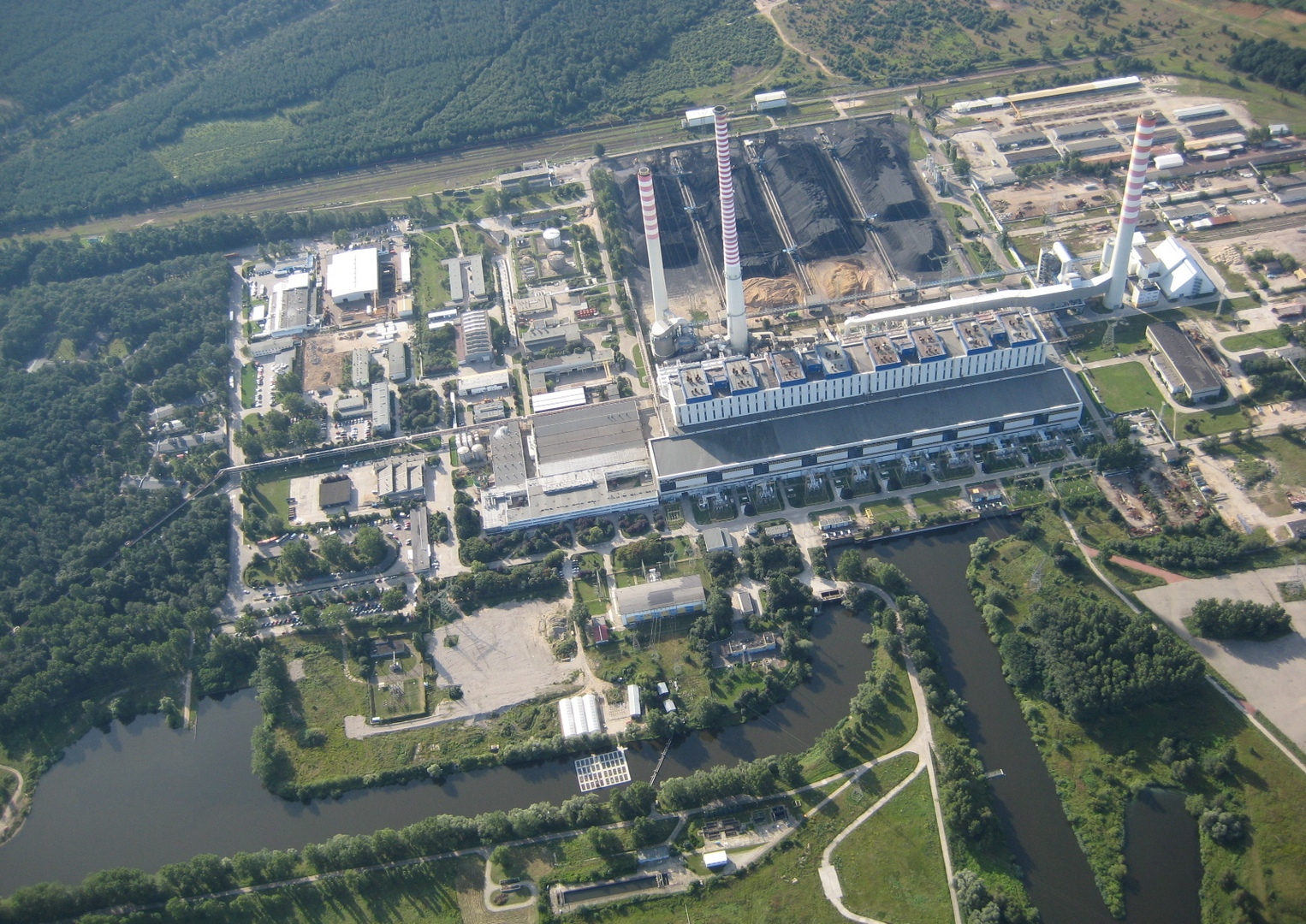
Слева дымовая труба установки десульфуризации блоков 1 и 2, справа — аналогичный объект блоков 5–8. В центре труба постройки 1970-х годов (правее от неё ранее находилась ещё одна такая же)

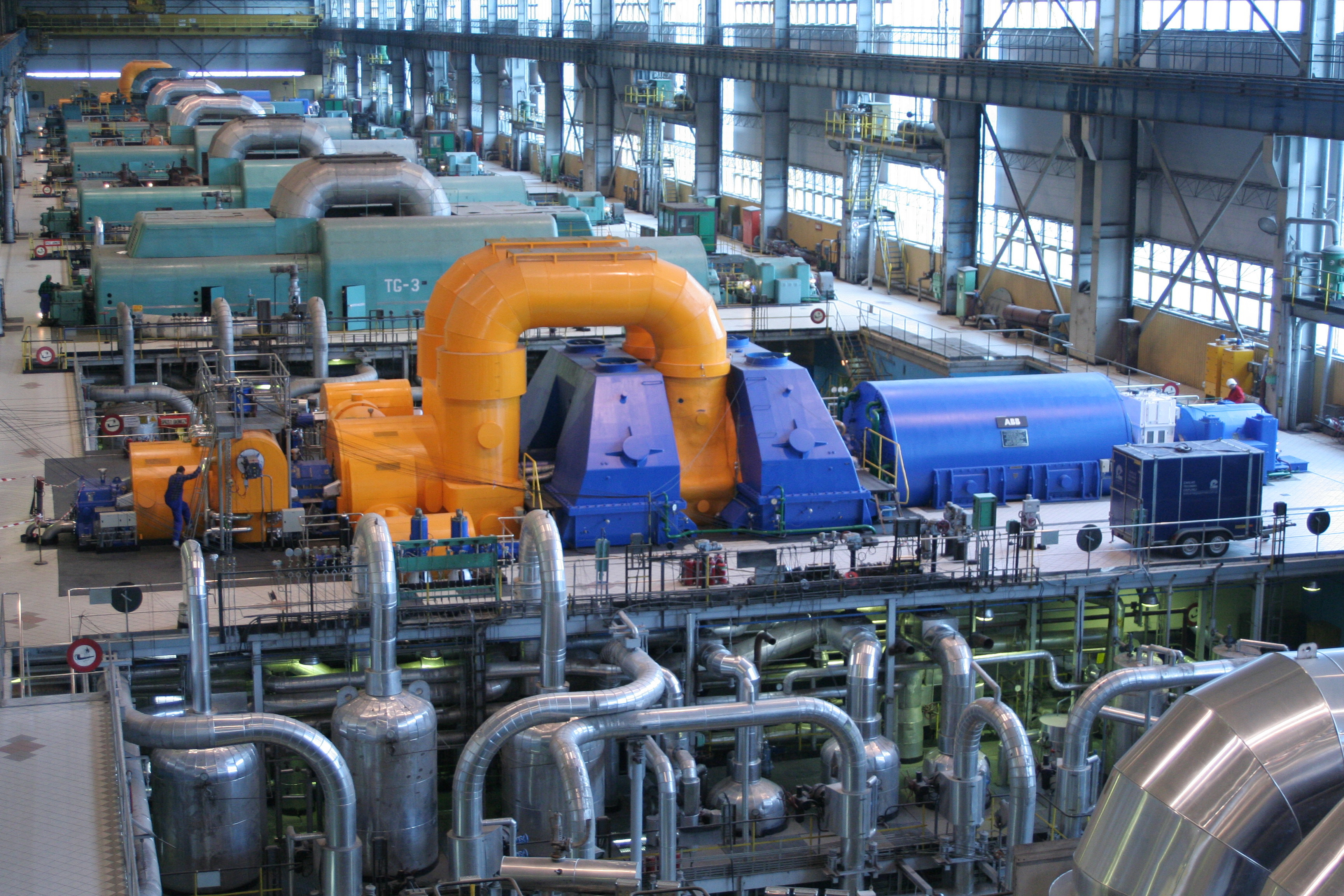
Машинный зал станции

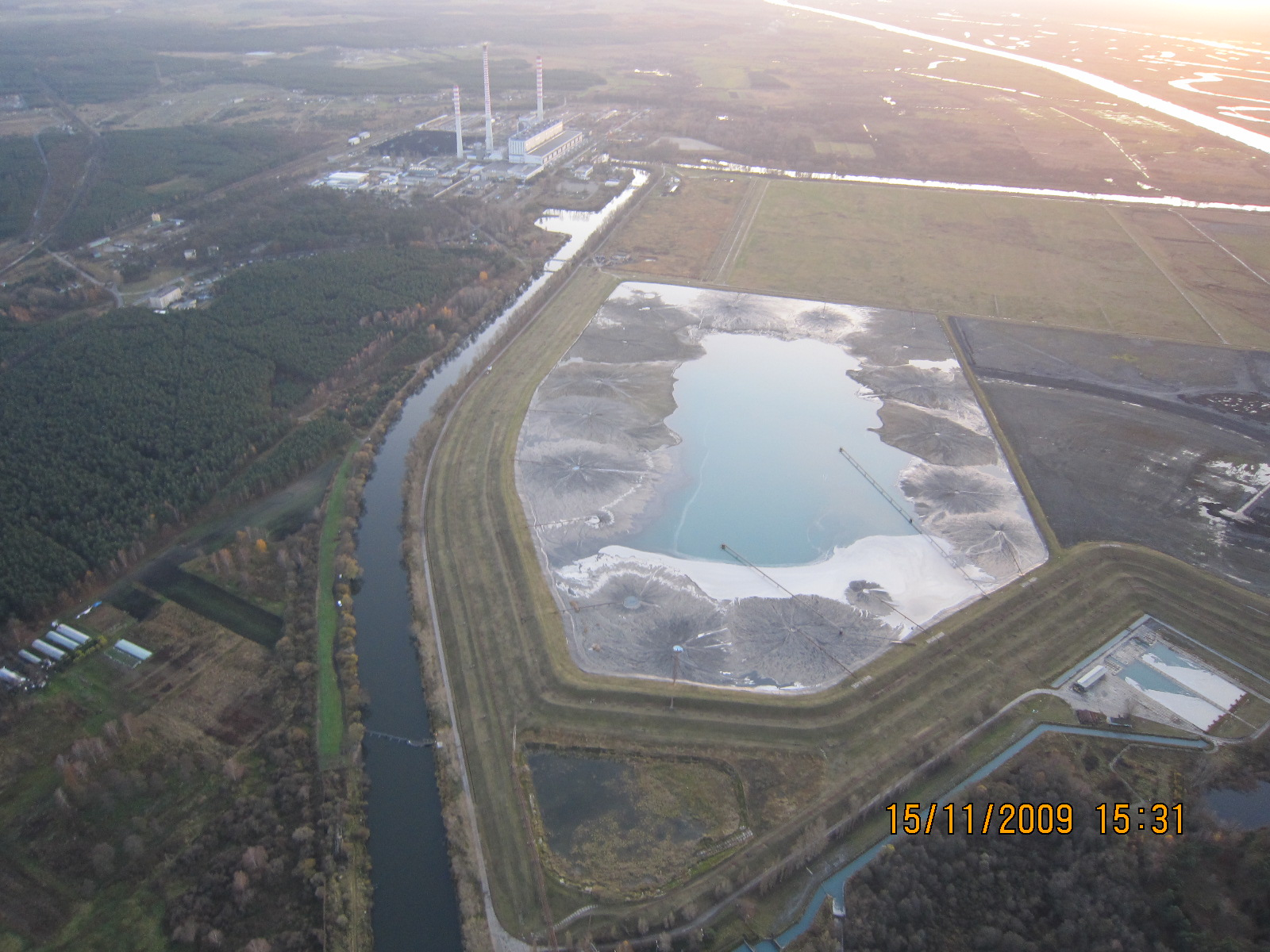
Золоотвал

В 1974–1977 годах на площадке станции построили восемь энергоблоков мощностью по 200 МВт. Турбины К-200-130 для блоков №3 и №4 поставил Ленинградский механический завод, тогда как остальные оборудовали изделиями 13К215 польской компании Zamech из Эльблонга. Генераторы для блоков 2, 3, 4, 7 и 8 поступили из СССР от Электросилы, ещё три поставил Dolmel (Вроцлав). Все восемь котлов ОР-650 изготовила компания Rafako из Рацибужа.
В 1994–1996 годах блоки 1, 5 и 6 модернизировали до показателя 222 МВт (с модернизацией генераторов до типа GTHW-230), а в 1996–1999 годах мощность блоков 2, 7 и 8 увеличили до 232 МВт (генераторы GTHW-230-2А). При этом в 2012 и 2014 годах блоки 3 и 4 вывели из эксплуатации, поэтому общая мощность станции в настоящее время составляет 1362 МВт. Кроме того, она может поставлять 101 МВт тепловой энергии.
Воду для охлаждения забирают из реки Одра.
Для удаления продуктов сгорания в 1970-х годах построили две дымовые трубы высотой по 250 метров.
В 2000 году введена в строй установка десульфуризации газов блоков 1 и 2 с дымовой трубой высотой 200 метров. В 2003 году запущена аналогичная установка для блоков с 5-го по 8-й с трубой высотой 197 метров. После этого одну из двух старых труб демонтировали.
Зола частично отгружается автотранспортом сторонним покупателям (для производства бетона и мелиорации), а остаток транспортируется на золоотвал гидравлическим способом.
Выдача продукции осуществляется по ЛЭП, рассчитанным на напряжение 400 кВ, 220 кВ и 110 кВ.